# 三村 (茨城県)
三村（みむら）は茨城県新治郡にかつて存在した村である。

## 地理
- 現在の石岡市の南東部に位置する。
- 村域は台地と平地が入り組む谷戸が多い地形になっている。

## 歴史

### 村域の変遷
- 1889年（明治22年）4月1日 - 町村制施行により、旧来の三村が単独で村制施行し発足。
- 1954年（昭和29年）12月1日 - 関川村とともに石岡市に編入。同日三村廃止。
- 1972年（昭和47年） - 旧村域の一部が千代田村に編入。

変遷表
| 1868年 以前 | 1868年 以前 | 明治22年 4月1日 | 昭和29年 12月1日 | 昭和47年        | 平成4年 1月1日 | 平成17年 3月28日 | 現在           |
| ----------- | ----------- | --------------- | ---------------- | --------------- | -------------- | ---------------- | -------------- |
|             | 三村        | 三村            | 石岡市 に編入    | 石岡市          | 石岡市         | 石岡市           | 石岡市         |
|             | 三村        | 三村            | 石岡市 に編入    | 千代田村 に編入 | 町制           | かすみがうら市   | かすみがうら市 |

## 人口・世帯

### 人口
総数 [単位： 人]
| 1891年（明治24年） | 1,829 |
| 1909年（明治42年） | 2,209 |
| 1920年（大正 9年） | 2,261 |
| 1935年（昭和10年） | 2,392 |
| 1950年（昭和25年） | 3,062 |

### 世帯
総数 [単位： 世帯]
| 1920年（大正 9年） | 339 |
| 1935年（昭和10年） | 427 |
| 1950年（昭和25年） | 553 |